# Albert Rehm
Albert Rehm fue un filólogo alemán nacido el 15 de agosto de 1871 (en Augsburgo) y fallecido el 31 de julio de 1949 (en Múnich).

## Biografía
En 1905, Rehm propuso la idea ahora aceptada de que la máquina de Antikythera es una calculadora astronómica.
En 1896, Rehm ingresó en la Universidad de Múnich después de defender su tesis. : Investigación mitográfica sobre las leyendas celestiales griegas [Mythographische Untersuchungen über griechische Sternsagen]. Su carrera académica lo llevó al cargo de rector de la Universidad de Múnich (Ludwig-Maximilians-Universität München) en 1930/31. Durante el nazismo, su posición se corresponde bien con la idea de emigración interna de Frank Thiess. Después de la guerra, abogó por una pedagogía de las humanidades.